# 25-я дивизия специального назначения
25-я дивизия специального назначения (ранее «Силы тигра» (араб. قوات النمر‎ Qawat Al-Nimr)) — элитное тактическое соединение Сирийских арабских вооружённых сил (САВС), специализировавшееся на наступательных операциях..
После успешных операций в Латакии и Хаме, полковник Сухель Аль-Хасан был назначен Центральным командованием САВС осенью 2013 года командиром нового подразделения спецназа, который будет действовать, в первую очередь, в качестве наступательного блока. По состоянию на 25 декабря 2015 года, Сухель Аль-Хасан был повышен до генерал-майора после того, как отказался от звания бригадного генерала в прошлом году.
В подразделении «Силы тигра» были специальные бригады «Силы гепарда». «Гепарды» включали в себя команды № 3 и № 6. Команда № 6 создана из солдат, которые положили конец 35-месячной осаде авиабазы Квайрес, в то время как команда № 3 вместе с Бригадой пустынных ястребов завершили окружение исламистов в восточном Алеппо.

## Формирование
Изначально Силы тигра сформированы командованием Воздушной разведки на базе ополчения провинции Хама, остатков 11-й и 4-й дивизий и 53-го полка спецназа. Силы тигра стали зонтичной структурой для ряда проправительственных милиционных формирований в Сирии. Одно время в составе Сил тигра находилась Бригада пустынных ястребов, но затем она вышла из состава из-за конфликта командиров.
В начале 2019 года была попытка влить «Силы тигра» в состав Сирийской арабской армии. Но ополченцы отказались терять финансовую и организационную независимость. В том числе и потому, что заработная плата офицеров частных ополчений в два раза выше, чем в САА.
После первой неудачной попытки включения «Силы тигра» в регулярную армию, была предпринята вторая, и 29 августа 2019 года сирийское правительство официально реорганизовало «Силы тигра» в 25-ю дивизию сил специального назначения и передав их под центральное командование Сирийской арабской армии. При этом сохранив генерал-майора Сухеля аль-Хасана в качестве командира подразделения.
В 2024 после падения правительства Башара Асада собрались в горных районах недалеко от ливанской границы и поклялись продолжать сопротивление.